# Chang Hsien-yi
Chang Hsien-yi (en chinois traditionnel : 張憲義), né en 1943, est un scientifique taïwanais.
Il est  l'un des quatre directeurs adjoint de l'Institut de recherche sur l'énergie nucléaire (en) de Taïwan ayant le grade de colonel avant de faire défection aux États-Unis en 1988. Il transmet à la Central Intelligence Agency et aux autorités américaines des informations sur le programme nucléaire taïwanais et le développement potentiel d'une bombe atomique. Par ce geste, il réduit à néant les espoirs du pays de devenir une puissance nucléaire car le gouvernement américain exige la fin de ce programme comme il l'avait fait pour une première tentative taïwanaise en 1977. Il estime l'avoir aussi protégé de la Chine qui y aurait vu un casus belli.